# Copa Asobal 2003
La XIV edición de la Copa Asobal se celebró entre el 27 y el 28 de diciembre de 2003, en el pabellón Quijote Arena de Ciudad Real.
En ella participaron los cuatro primeros equipos de la Liga ASOBAL 2002-03, que fueron el Balonmano Ciudad Real, el Portland San Antonio, el Caja España Ademar León y el FC Barcelona.
Este campeonato se jugó por concentración bajo la fórmula de eliminatoria a partido único (en semifinales y final), y el emparejamiento de los equipos para semifinales se estableció por sorteo puro.
El campeón adquirió el derecho a participar en la Copa EHF (plaza 2). En el caso de que este equipo consiguiera una clasificación europea de Liga de Campeones, Recopa o Copa EHF (plaza 1), este derecho pasaba al mejor clasificado del campeonato de Liga que no hubiera obtenido plaza en los torneos anteriormente citados.

## Eliminatorias
|  | Semifinales             | Semifinales             | Semifinales  |              |                       | Final                 | Final | Final |  |
|  |                         |                         |              |              |                       |                       |       |       |  |
|  |                         |                         |              |              |                       |                       |       |       |  |
|  | Balonmano Ciudad Real   | Balonmano Ciudad Real   | 26           |              |                       |                       |       |       |  |
|  | Balonmano Ciudad Real   | Balonmano Ciudad Real   | 26           |              |                       |                       |       |       |  |
|  | Portland San Antonio    | Portland San Antonio    | 18           |              |                       |                       |       |       |  |
|  | Portland San Antonio    | Portland San Antonio    | 18           |              | Balonmano Ciudad Real | Balonmano Ciudad Real | 29    |       |  |
|  |                         |                         |              |              | Balonmano Ciudad Real | Balonmano Ciudad Real | 29    |       |  |
|  |                         |                         | FC Barcelona | FC Barcelona | 18                    |                       |       |       |  |
|  | Caja España Ademar León | Caja España Ademar León | FC Barcelona | FC Barcelona | 18                    | 22                    |       |       |  |
|  | Caja España Ademar León | Caja España Ademar León |              |              |                       | 22                    |       |       |  |
|  | FC Barcelona            | FC Barcelona            | 28           |              |                       |                       |       |       |  |
|  | FC Barcelona            | FC Barcelona            | 28           |              |                       |                       |       |       |  |
|  |                         |                         |              |              |                       |                       |       |       |  |

| Castilla-La Mancha                       |
| Campeón Balonmano Ciudad Real 1.º título |

- Datos: Q5786416